# صلصة الفلفل

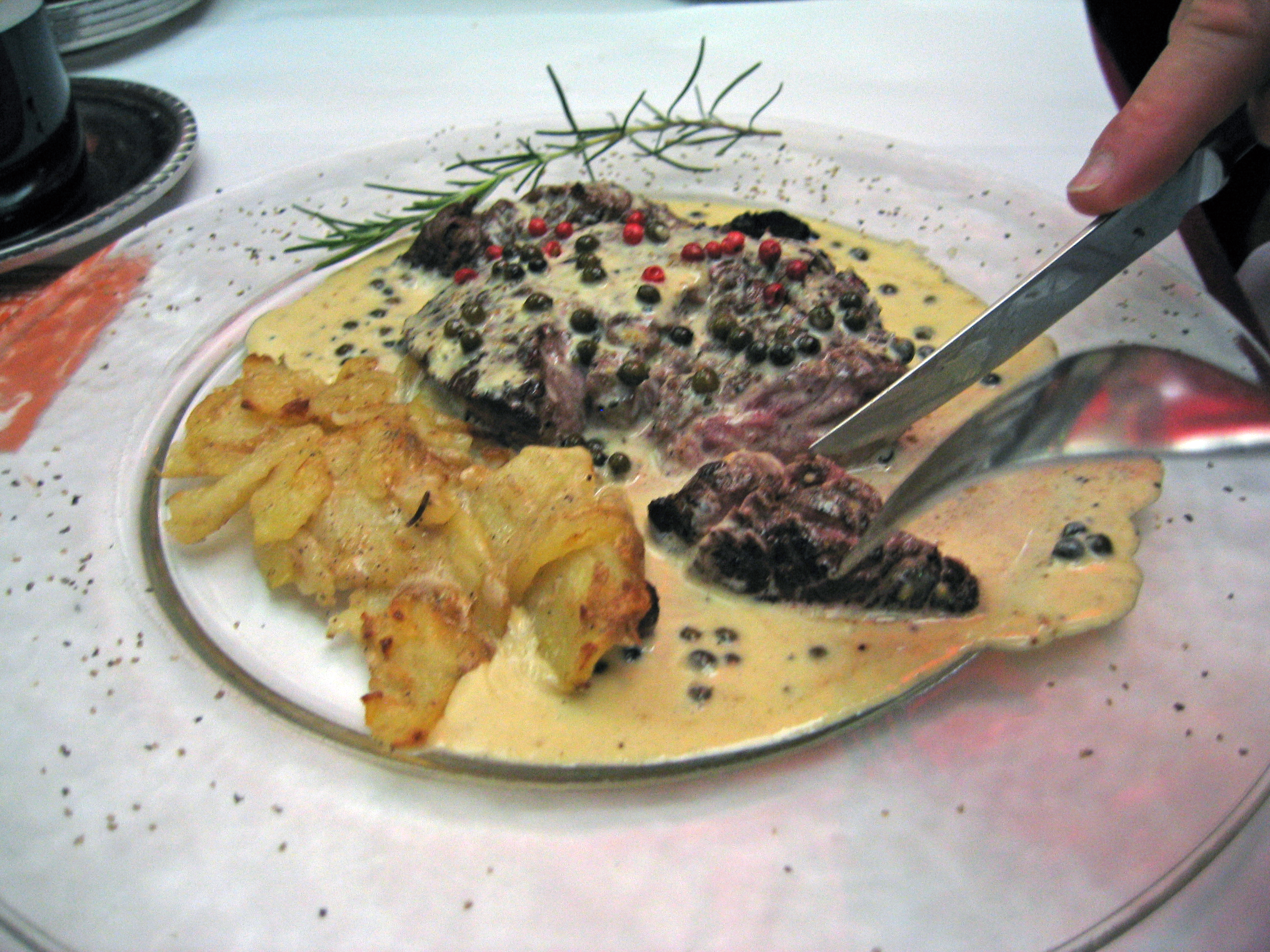
شَريحة لَحم البَقر مَع صلصة البيبريكورن المُكونة من 5 أنواع من الفُلفل

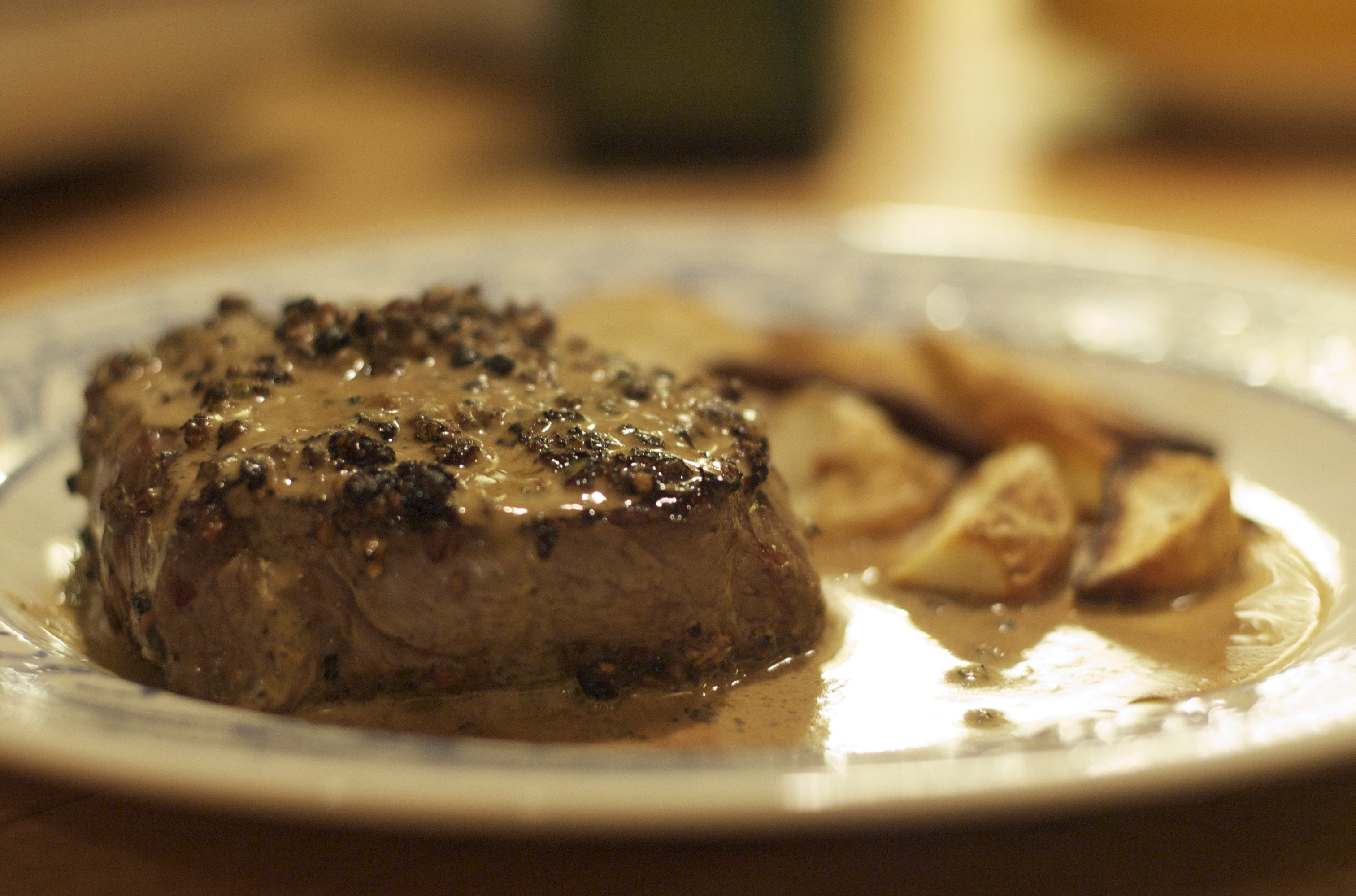
شَرائِح اللحم بالفُلفل

صَلصلة الفُلفل أو صلصة البيبريكورن (بالإنجليزية: Peppercorn sauce)‏ هَي صَلصة الكَريما المَطهية مع إضافة الفُلفل عَليها. يُمكن استخدام أَنواع مُختلفة مِنَ الفُلفل في عمليةِ التحضير، مِثل: الفُلفل الأسود أوَ الفُلفل الأخضر أو حتى الفُلفل الزهري، وَيُمكن تقديم صَلصة البيبريكورن مَع لَحم البَقر وَغيرها مِن قطعِ اللَحم الطَرية مِثل لَحم الفيليه بِالإضافةِ إِلى لَحمِ الضَأنِ وَأفخاذها، وَيمكن أيضاً إستخدامُها مَع الدَجاج وَأطباق السَمك، مِثل: سمك السَلمون وَالتونة.
بَعض الوَصفات تَستخدم عدة أَنواع مِنَ الفُلفل في إعدادِ الصَلصة، وَبعضُها الآخر يَستخدم مُكَونات مُشابهة في النكهة لكنها لا تُصَنف عَلى أَنها فُلفل، مِثل السانشو، وَهُناك وَصفات أُخرى تَقوم بِإستخدامِ صَلصة البيبريكورن في إعداد شرائح اللحم بِالفُلفل، كما يَتِم استخدامها عَلى الأطباق التي يتم تقديمها في المَطاعم وَالحانات الفرنسية.

## المُكونات
تَتكون صلصة البيبريكورن بشكلٍ رَئيسي مِن الفُلفل وَالكريما الثَّقيلة، كَما يُمكن أَن تشمل مُكونات إضافية مِثل الزُبدة وَالَخمر وَالبراندي مِثل الكونياك وَالكراث وَ توابل إِضافية، مِثل وَرق الغار وَاليانسون، وَالطرخون وَالمِلح، وَبعض الوصفات قَد تَتَضمن الخمور مِثل الويسكي.

## المَراجع
1. 1 2  Lo, Anita; Druckman; Charlotte (2011). [https://books.google.com.eg/books?id=jwIHOgh7VrIC&pg=PT246&redir_esc=y#v=onepage&q&f=false Cooking Without Borders] [الطَبخ بلا حُدود] (بالإنكليزية). Abrams. ISBN:1613121822. Archived from the original on 14 مارس 2016. Retrieved 9 نوفمبر 2015. {{استشهاد بكتاب}}: تحقق من التاريخ في: |تاريخ الوصول= (help) and روابط خارجية في |عنوان= (help)صيانة الاستشهاد: لغة غير مدعومة (link)